# Edward Pease

Edward Pease

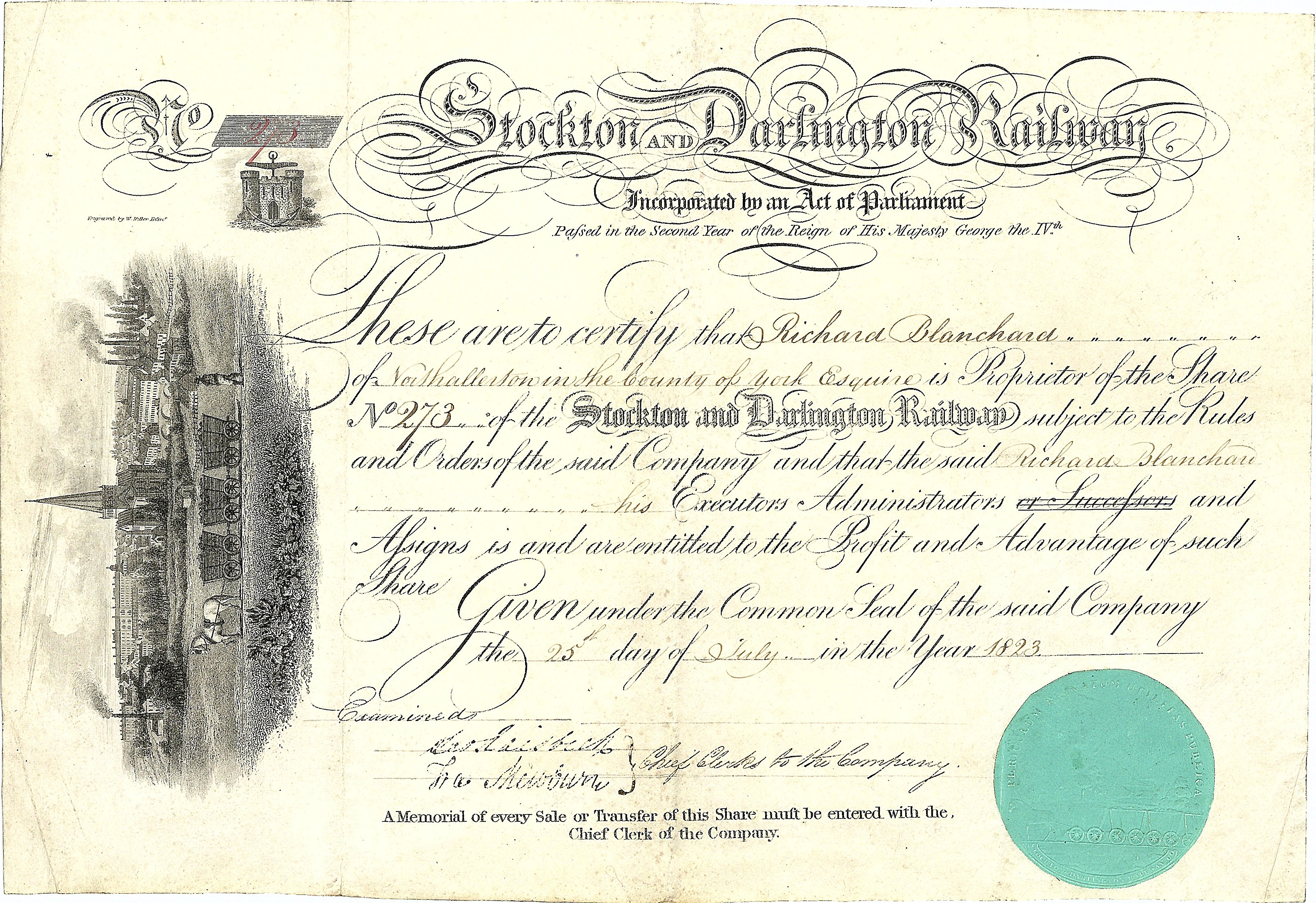
Aktie der Stockton and Darlington Railway Company, gedruckt auf Pergament, ausgegeben am 25. Juli 1823. Eine von nur drei in Privatbesitz befindlichen Gründeraktien der ersten Eisenbahngesellschaft der Welt, die eine mit Dampfkraft betriebene Lokomotive nutzte. Da zur Zeit der Gründung der Gesellschaft noch keine Dampflokomotive zur Verfügung stand, ist auf der Vignette noch der Transport mit einer Pferdeeisenbahn dargestellt.

Edward Pease (* 31. Mai 1767 in Darlington; † 31. Juli 1858 ebenda) war ein britischer Geschäftsmann. Er gehörte den Quäkern an. Berühmt wurde er, weil er die Stockton and Darlington Railway initiierte und finanzierte.
Er wird in England gelegentlich als Vater der Eisenbahn bezeichnet.
Edward wurde als Sohn eines Wollhändlers geboren. Mit 14 Jahren verließ er die Schule und arbeitete im Geschäft seines Vaters mit. 1817 gab er das jedoch auf und begann eine Eisenbahn ins Leben zu rufen, die mit Pferden betrieben werden und Kohlen transportieren sollte. 1821 wurde dafür, in Kooperation mit anderen Unternehmern, die Stockton and Darlington Railway gegründet.
George Stephenson umwarb den Gründer, statt der Pferde eine Dampflokomotive einzusetzen. Eine Vorführung verlief so überzeugend, dass  Stephenson als Chef-Ingenieur eingestellt wurde. Pease beteiligte sich danach auch an Stephensons Lokomotiv-Fabrik. 
Am 27. September 1825 wurde die Bahnlinie in Abwesenheit von Pease eröffnet, weil sein Sohn Isaac in der Nacht davor gestorben war. Bald danach trat Pease in den Ruhestand und übergab alle Aktivitäten seinem Sohn Joseph Pease.